# Trigonella isthmocarpa
Trigonella isthmocarpa är en ärtväxtart som beskrevs av Pierre Edmond Boissier och Benedict Balansa. Trigonella isthmocarpa ingår i släktet trigonellor, och familjen ärtväxter. Inga underarter finns listade i Catalogue of Life.